# Mercedes Guerra
Maria Mercedes Guerra (ur. 20 września 1807 w Salavinie; zm. 31 lipca 1901 w Buenos Aires) – argentyńska zakonnica, Służebnica Boża Kościoła katolickiego.

## Życiorys
Mercedes Guerra urodziła się bardzo religijnej rodzinie. Wstąpiła do zakonu w 1858 roku. W 1899 roku założyła zgromadzenie Sióstr Franciszkanek Argentinas Miłości. Zmarła 30 lipca 1901 mając 93 lata w opinii świętości. W 2000 roku rozpoczął się jej proces beatyfikacyjny.